# خاطرات یک خدمتکار
خاطرات یک خدمتکار (فرانسوی: Le Journal d'une femme de chambre‎) یک فیلم درام فرانسوی به کارگردانی ژان رنوآر است که در سال ۱۹۴۶ منتشر شد. این فیلم بر پایهٔ رمان دفتر خاطرات زن خدمتکار اثر اکتاو میربو ساخته شد. هیئت ملی بازبینی فیلم، این اثر را هشتمین فیلم برتر سال ۱۹۴۶ میلادی نامید.